# Église Saint-Fiacre de La Ville-du-Bois
Pour les articles homonymes, voir Église Saint-Fiacre.
 (juin 2020).
L’église Saint-Fiacre est une église de culte catholique, dédiée à saint Fiacre, située dans la commune française de La Ville-du-Bois (Essonne).

## Situation
L'église Saint-Fiacre est située au croisement de la Grande Rue, de la rue du Grand-Noyer et de la rue du Gaizon, au centre-ville de ce qui était le village de La Ville-du-Bois. Elle est orientée est-ouest.

## Historique
Le 25 décembre 1511, les habitants de La Ville-du-Bois, hameau dépendant à cette époque de Nozay, obtinrent du seigneur de Marcoussis l’amiral de Graville, la cession gratuite d’un terrain pour y édifier une chapelle qui fut consacrée sous l'invocation de saint Fiacre, patron des jardiniers car les cultures maraîchères étaient autrefois importantes dans la région.
En 1601, Louis de Godebert, vicaire général de Paris, permit aux habitants d'ériger une église accordant quarante jours d'indulgence à ceux qui visiteraient cette église pendant l'octave.
À gauche du chœur, se trouve une pierre scellée qui porte une inscription. Des dates et des lettres mentionnent les agrandissements et les transformations de l'église.

## Description

### Architecture
La chapelle d'origine, érigée de 1511 à 1533, était de plan carré et située à l'emplacement du chœur actuel. La première extension se fit en 1548, dans la direction du nord. Ce qui lui donnait une forme rectangulaire, dont les petits côtés étaient orientés nord-sud. À partir de cette extension fut réalisée la tour du clocher en direction de l'ouest. Puis en 1691, un nouvel agrandissement forme une nef en prolongement de la base de la chapelle d'origine dans la direction de l'ouest. Dans cette longueur et à la suite du clocher — qui se trouva de ce fait pris dans l'édifice — fut réalisée une nouvelle extension sur le côté nord, formant ainsi un premier collatéral gauche de la nef. C'est la partie la plus riche sur le plan architectural avec ses arcades en plein cintre en pierre de taille. Les trois ogives en arc brisé au-dessous du clocher sont également en pierre de taille. Le reste de la construction est réalisé en pierre de grès et de silex, enduits de plâtre, recouvert de peinture.
Le bas-côté sud, fut réalisé en 1736 sur toute la longueur de l'église. En 1784 fut réalisée la partie formant l'angle sud-est de l'édifice prolongeant la sacristie. Le fronton actuel fut réalisé en 1903 et comporte à son sommet une croix celtique rappelant les origines irlandaises de saint Fiacre. 
L'église est construite en pierre et mesure 31 mètres de longueur et 22 mètres de largeur.
La nef principale voûtée est flanquée de deux nefs latérales non voûtées. Celle du nord possède des arceaux en ogives alternant avec des arceaux de plein cintre. Les trois nefs se terminent chacune par un autel.
La sacristie s'étend à l'est, en annexe sur toute la largeur de l'édifice.
L'éclairage vient des fenêtres basses, munies de grilles.
L'intérieur de l'église ne possède qu'une seule pierre tombale.

#### Le clocher
La tour du clocher, en grès et pierres taillées, fut construite en 1647 à l'extérieur de la chapelle primitive. L'épaisseur des murs est de 1,60 m. Elle comporte un escalier intérieur permettant l'accès au clocher. Cette tour carrée est couverte d'une flèche polygonale en zinc de 33 mètres de hauteur, flanquée de cinq clochetons carrés. La flèche a remplacé en 1867 un toit à deux pans, semblable à celui de l'église de Nozay qui lui date de 1613-1614. Une croix en fer forgé couronne l'ouvrage sur lequel est posé un coq servant de girouette et de paratonnerre depuis 1971. À l'origine, le clocher était identique à celui de Nozay.

#### Les cloches
Avant la construction du clocher, l'église possédait une cloche acquise en 1615 et une seconde en 1765. L'Assemblée législative décide la descente des cloches pour la fonte en 1792, avec toutefois la préservation d'une seule sans battant pour pouvoir sonner le tocsin. Les deux petites furent fondues pour n'en faire qu'une seule, le maître d'ouvrage était un fondeur de Versailles. Elles furent deux depuis 1865, l'une en airain, la seconde en acier. Les cloches furent électrifiées en 1952. En 1984, lors de la restauration du clocher et de la pose de la nouvelle flèche, la cloche en acier fut supprimée et remplacée par deux petites en airain, ce qui porte leur nombre à trois. La cloche en acier est visible dans le jardin du presbytère au 15, rue des Cailleboudes.

### Intérieur

#### Vitraux
La trace la plus ancienne de verrière remonte à 1852, avec l'achat de verres de couleur. En 1859, deux vitraux sont posés de chaque côté du chœur. D'un commun accord, la paroisse et la municipalité décidèrent en 1994 la restauration des verrières qui s'étaient dégradées. Ces nouveaux vitraux sont tous de style moderne et rendent hommage à saint Fiacre. Ils ont été réalisés par Philippe Loup, maître-verrier, qui allie fantaisie créatrice et classicisme.
La vigne étant également présente à La Ville-du-Bois, on la retrouve dans les vitraux par la représentation de saint Vincent, patron des vignerons.

#### Mobilier
L'église n'est pas classée, mais un certain nombre d'objets qu'elle abrite le sont.
Le banc d’œuvre sculpté au XVIIe siècle, la chaire et des stalles, ainsi que la majeure partie du mobilier actuel de l’église provient du monastère des Célestins de Marcoussis à la suite de la destruction de la chapelle de ce monastère en 1795.
L'église possède un maître-autel en marbre rouge et son retable en bois à pilastres coniques et pots à feu encadrant la toile de la Crucifixion (XVIIe siècle), une chaire en chêne sculpté à panneaux dorés ornés de bas-reliefs représentant les quatre Évangélistes (XVIIe siècle), quatre stalles en bois sculpté (XVIe siècle), un banc d'œuvre en bois sculpté, un chandelier pascal en chêne sculpté (XVIe siècle), classés.
Depuis le début du XXIe siècle, en raison de la présence d'une importante communauté portugaise à La Ville-du-Bois, un autel dédié à Notre-Dame de Fátima a été installé dans le transept sud de l'église.

##### Statues
L'intérieur de l'église est orné de seize statues. Certaines sont inscrites à l'inventaire supplémentaire des monuments historiques :
- buste reliquaire de saint Fiacre, art populaire, œuvre classée ;
- Sainte Thérèse de Lisieux ;
- Le Sacré Cœur ;
- Le Curé d'Ars ;
- Saint Jean-Baptiste ;
- Saint Germain l'Auxerrois, patron de Nozay ;
- Notre-Dame de Fatima ;
- Saint Antoine de Padoue ;
- Saint Martin, patron des villages ruraux ;
- Saint Vincent (1866). La première statue avait été décapitée en 1792 et jetée dans les combles du clocher ;
- Saint Joseph et l'Enfant Jésus ;
- La Sainte Vierge et l'Enfant Jésus ;
- Sainte Anne et la Vierge Marie ;
- Saint Roch, patron des chirurgiens, apothicaires, des ouvriers de la pierre, des gens de la terre et invoqué contre la peste et la silicose, maladie des tailleurs de pierres ;
- Saint Fiacre, patron des jardiniers et de la paroisse de la Ville-du-Bois ;
- Descente de Croix, bois sculpté du XVIIIe siècle, œuvre classée.

##### Tableaux
- École française du XVIIe siècle, Sainte Famille, huile sur bois, œuvre classée.

## Curés
- 1844 : Jean-Joseph-Gaspard-Alexandre Arnaud, curé de la Ville-du-Bois, chanoine honoraire de Poitiers, candidat à un canonicat du second ordre de Saint-Denis[2].
- 1901 : Rousselin [3].